# Anomoderus sicardi
Anomoderus sicardi là một loài bọ cánh cứng trong họ Cerambycidae.